# Caumont (Eure)
Pour les articles homonymes, voir Caumont.
Caumont est une commune française située dans le département de l'Eure, en région Normandie.

## Géographie

### Localisation
Le Bas-Caumont est enclavé au bord de la Seine entre deux communes de Seine-Maritime (La Bouille et Mauny).
Caumont est à la porte de l'agglomération de Rouen.
Elle fait partie du parc naturel régional des Boucles de la Seine normande.

### Communes limitrophes
|                            | Mauny (Seine-Maritime)     | Saint-Pierre-de-Manneville (Seine-Maritime) |
| La Trinité-de-Thouberville | Caumont                    | Sahurs (Seine-Maritime)                     |
|                            | Saint-Ouen-de-Thouberville | La Bouille (Seine-Maritime)                 |

### Hydrographie
La commune est située dans le bassin Seine-Normandie. Elle est drainée par la Seine,.

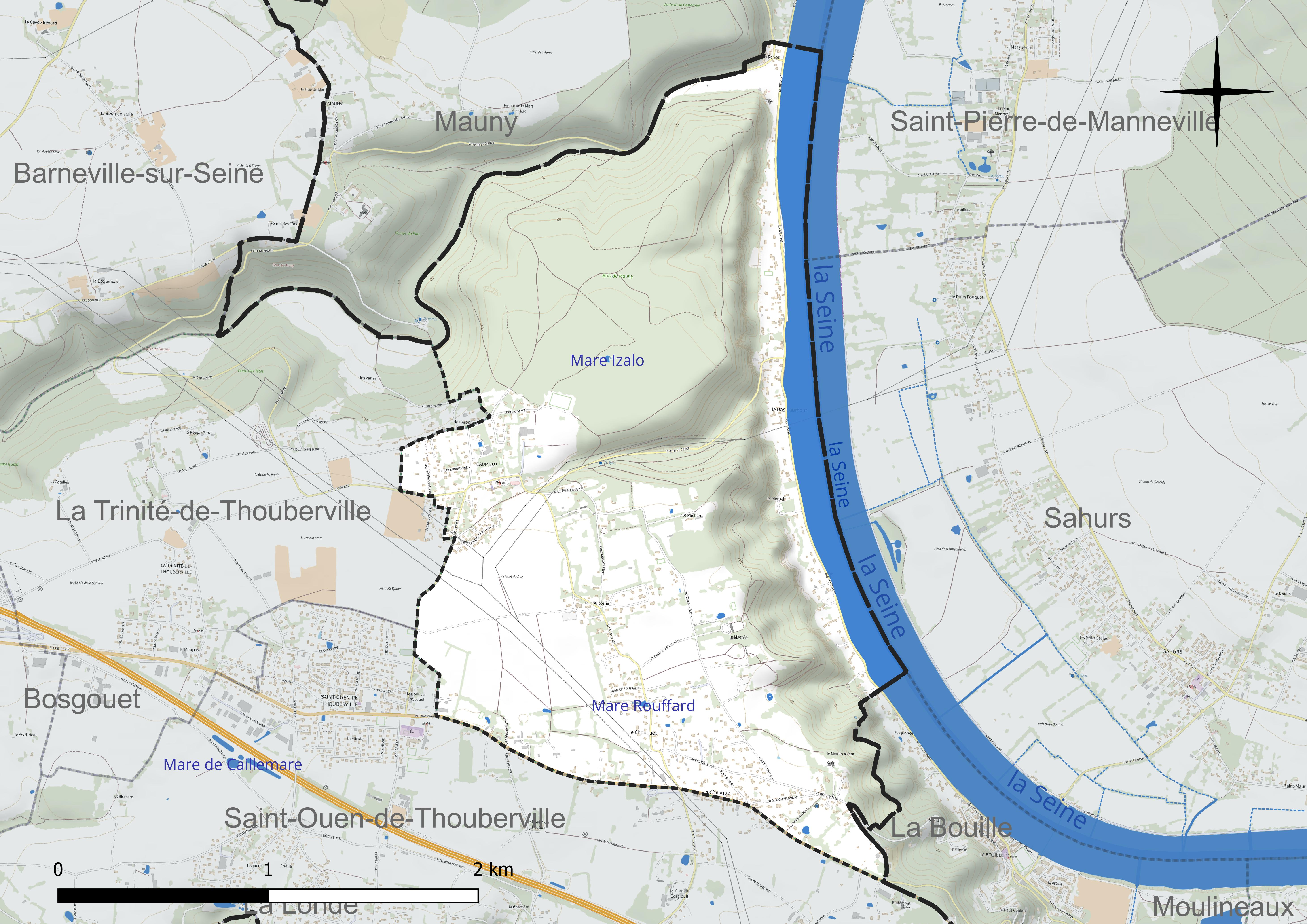
Réseau hydrographique de Caumont.

Deux plans d'eau complètent le réseau hydrographique : la mare Izalo (0 ha) et la mare Rouffard (0,1 ha),.

### Climat
Pour des articles plus généraux, voir Climat de la Normandie et Climat de l'Eure.
En 2010, le climat de la commune est de type climat océanique altéré, selon une étude du CNRS s'appuyant sur une série de données couvrant la période 1971-2000. En 2020, Météo-France publie une typologie des climats de la France métropolitaine dans laquelle la commune est exposée à un climat océanique et est dans la région climatique  Côtes de la Manche orientale, caractérisée par un faible ensoleillement (1 550 h/an) ; forte humidité de l’air (plus de 20 h/jour avec humidité relative > 80 % en hiver), vents forts fréquents. Parallèlement le GIEC normand, un groupe régional d’experts sur le climat, différencie quant à lui, dans une étude de 2020, trois grands types de climats pour la région Normandie, nuancés à une échelle plus fine par les facteurs géographiques locaux. La commune est, selon ce zonage, exposée à un « climat contrasté des collines », correspondant au Pays d’Auge, Lieuvin et Roumois, moins directement soumis aux flux océaniques et connaissant toutefois des précipitations assez marquées en raison des reliefs collinaires qui favorisent leur formation.
Pour la période 1971-2000, la température annuelle moyenne est de 10,4 °C, avec  une amplitude thermique annuelle de 13,2 °C. Le cumul annuel moyen de précipitations est de 826 mm, avec 12,7 jours de précipitations en janvier et 8,8 jours en juillet. Pour la période 1991-2020, la température moyenne annuelle observée sur la station météorologique la plus proche, située sur la commune de Jumièges à 9 km à vol d'oiseau, est de 12,2 °C et le cumul annuel moyen de précipitations est de 843,5 mm,. Pour l'avenir, les paramètres climatiques de la commune estimés pour 2050 selon différents scénarios d’émission de gaz à effet de serre sont consultables sur un site dédié publié par Météo-France en novembre 2022.

### Milieux naturels et biodiversité
La commune fait partie du réseau Natura 2000 au titre des Boucles de la Seine aval.

## Urbanisme

### Typologie
Au 1er janvier 2024, Caumont est catégorisée bourg rural, selon la nouvelle grille communale de densité à 7 niveaux définie par l'Insee en 2022.
Elle appartient à l'unité urbaine de Saint-Ouen-de-Thouberville, une agglomération inter-départementale dont elle est une commune de la banlieue,. Par ailleurs la commune fait partie de l'aire d'attraction de Rouen, dont elle est une commune de la couronne,. Cette aire, qui regroupe 317 communes, est catégorisée dans les aires de 200 000 à moins de 700 000 habitants,.

### Occupation des sols

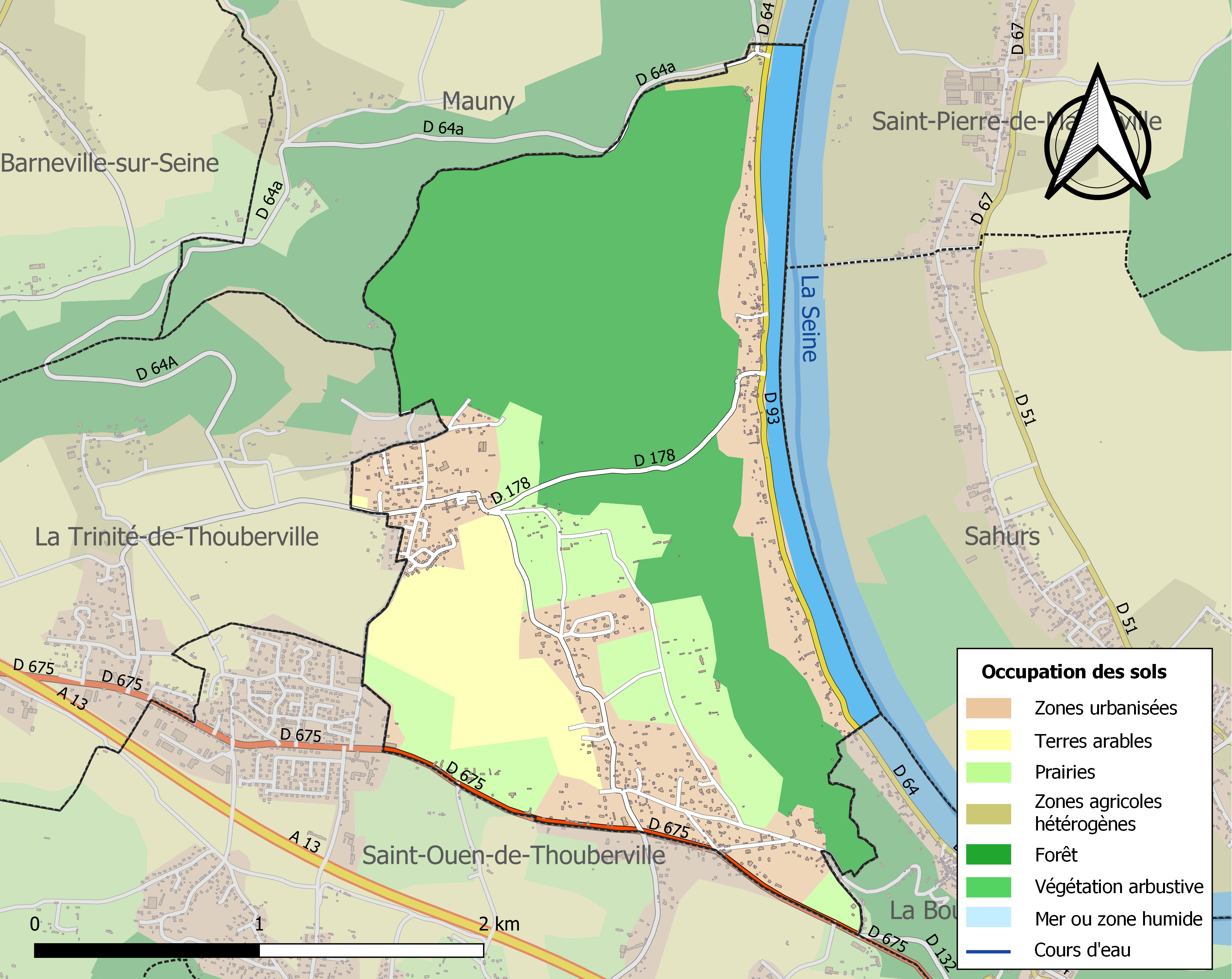
Carte des infrastructures et de l'occupation des sols de la commune en 2018 (CLC).

L'occupation des sols de la commune, telle qu'elle ressort de la base de données européenne d’occupation biophysique des sols Corine Land Cover (CLC), est marquée par l'importance des forêts et milieux semi-naturels (44,3 % en 2018), une proportion identique à celle de 1990 (44,3 %). La répartition détaillée en 2018 est la suivante : 
forêts (44,3 %), zones urbanisées (22,8 %), prairies (15,4 %), terres arables (9,2 %), eaux continentales (7,3 %), zones agricoles hétérogènes (1 %). L'évolution de l’occupation des sols de la commune et de ses infrastructures peut être observée sur les différentes représentations cartographiques du territoire : la carte de Cassini (XVIIIe siècle), la carte d'état-major (1820-1866) et les cartes ou photos aériennes de l'IGN pour la période actuelle (1950 à aujourd'hui).

### Habitat et logement
En 2020, le nombre total de logements dans la commune était de 492, alors qu'il était de 453 en 2015 et de 440 en 2010.
Parmi ces logements, 89,3 % étaient des résidences principales, 3,7 % des résidences secondaires et 6,9 % des logements vacants. Ces logements étaient pour 99,1 % d'entre eux des maisons individuelles et pour 0,4 % des appartements.
Le tableau ci-dessous présente la typologie des logements à Caumont en 2020 en comparaison avec celle de l'Eure et de la France entière. Une caractéristique marquante du parc de logements est ainsi une proportion de résidences secondaires et logements occasionnels (3,7 %) inférieure à celle du département (6,2 %) et à celle de la France entière (9,7 %). Concernant le statut d'occupation de ces logements, 89 % des habitants de la commune sont propriétaires de leur logement (86,6 % en 2015), contre 65,3 % pour l'Eure et 57,5 pour la France entière.
| Typologie                                               | Caumont | Eure | France entière |
| ------------------------------------------------------- | ------- | ---- | -------------- |
| Résidences principales (en %)                           | 89,3    | 85,5 | 82,1           |
| Résidences secondaires et logements occasionnels (en %) | 3,7     | 6,2  | 9,7            |
| Logements vacants (en %)                                | 6,9     | 8,2  | 8,2            |

## Toponymie
Le nom de la localité est attesté sous les formes latinisées Calvimontem au XIIe siècle, Calidus mons en 1175 (charte de Rotrou, archevêque de Rouen), Calvus mons en 1271 (sentence d’Eudes Rigaud), puis Caumont-sur-Seine en 1828.
Il s'agit d'une formation toponymique médiévale issue du vieux normand cal(s) « chauve » (vieux français chal(s), la forme chauve est refaite sur le féminin), devenu un surnom normand « le Cauf ». et de -mont (appellatif issu du bas latin montem, latin mons), d’où le sens global de « mont chauve », forme équivalente à celle du français central Chaumont.

## Histoire

### Antiquité
Des vestiges de constructions antiques ainsi que des fragments de poterie et des médailles ont été mis au jour au hameau de la Ronce, près du chemin des Longues Vallées venant de Honguemare, et au hameau voisin de Beauséjour.

### Moyen Âge et temps modernes
Extrait de la notice[réf. nécessaire] de M. L. Passy sur le prieuré de Bourg-Achard précisant les détails suivants sur la cure de Caumont : « On désignait alors sous le nom de Touberville un vaste territoire qui comprend aujourd’hui quatre paroisses. En 1175, l'année même où les chanoines se firent donner par Rotrou IV du Perche une charte confirmant leurs biens et leurs droits, Nicolas de la Londe donna à l’église Saint-Lô de Bourg-Achard le patronage des églises de Touberville, c'est-à-dire de la Sainte-Trinité (la Trinité de Thouberville), Saint-Ouen (de Thouberville) et de Sainte-Marie de Caumont et la Bouille. Il fit cette donation pour le salut de son corps et de son âme et pour les âmes de son père (Jean de la Londe), de sa mère Isabelle et surtout pour l’entretien et le salut perpétuel de son frère aîné Guillaume, chanoine de Bourg-Achard. Il résigna ses droits entre les mains de Rotrou, avec le consentement de son frère Robert et de sa mère Isabelle ».
Guillaume de la Londe, le chanoine, meurt. On l'ensevelit avec honneurs dans le chapitre de Bourg-Achard. Mais Nicolas grandit et, comme il avait fait cette donation encore jeune et avant qu’il n’ait été créé chevalier, il suscite aux chanoines querelles et procès et cherche à revenir sur sa donation. Gautier, archevêque de Rouen, intervient et Nicolas de la Londe renonce à toutes ses prétentions. Gautier constate les droits du prieuré de Bourg-Achard dans une charte de 1202.
Quelques années après, le différend se renouvelle. Il avait été convenu que les chanoines entreraient en possession à la mort d’un certain Philippe, qui tenait le service de l’église. Or ce Philippe étant mort après Nicolas de la Londe, Jean (fils de Nicolas) se mit violemment en possession de l’église Sainte-Marie de Caumont. Les chanoines portèrent plainte devant l’archevêque de Rouen. En 1223, Jean de la Londe fut condamné. Il ne parut pas cependant accepter franchement cette sentence car c’est seulement en 1239 qu’il se désista de tous droits sur les églises ou chapelles, revenus, terres ou autres possessions qu’il prétendait avoir à Touberville (comprendre ici le pays de Touberville).
En 1290, Guillaume de Flavacourt, archevêque de Rouen, décida que le service divin serait fait et les sacrements administrés dans les deux églises de Saint-Ouen et la Trinité, comme ils l’étaient dans l’église de Caumont, mais que tous les habitants de Touberville continueraient à être tenus de faire leurs pâques et d’assister aux offices de Pentecôte, de la Toussaint, de Noël et des fêtes de la Vierge dans l’église Sainte-Marie de Caumont.
L'église de Caumont avait été primitivement église paroissiale, puis, peu à peu, les églises de Saint-Ouen et de la Trinité prirent la place et eurent bientôt le rang de paroisse. Le prieur de Bourg-Achard eut alors le droit de présenter un chanoine régulier à ces trois cures. Enfin, la paroisse de Caumont fut démembrée au XVIIe siècle, lorsqu’on érigea en cure la chapelle bâtie à la Bouille, sur la prière et pour le service des seigneurs de Mauni (Mauny).
La famille de la Londe paraît avoir possédé le territoire de Touberville depuis le XIIIe siècle. En 1464, Robert de Graville en avait une partie. Dans un rôle des fiefs dressé en 1540, on voit que le fief de Touberville appartenait alors à Robert Dangerville, prêtre curé de Tresly. Il valait alors 80 Livres et était disputé par Louise de Brézé, dame de la baronnie de Mauni et Louis de Bigars, seigneur de la Londe.
Le territoire de Touberville fut réuni à la terre de la Londe lorsque cette terre fut érigée en marquisat en 1546 (date à prendre avec  réserve compte tenu de la typologie du document original). Quant à Caumont, M. Canel dit que les Mallet en furent seigneurs  du XVIe au XVIIe siècle sous la suzeraineté des seigneurs de la Londe.

### Époque contemporaine
En 1943-1944, l'armée allemande construit à Caumont une usine d'oxygène liquide pour les V2 dans les anciennes carrières.

## Politique et administration

### Rattachements administratifs et électoraux

#### Rattachements administratifs
La commune se trouve depuis 1926 dans l'arrondissement de Bernay du département de l'Eure.  
Elle faisait partie depuis 1801 du canton de Routot. Dans le cadre du redécoupage cantonal de 2014 en France, cette circonscription administrative territoriale a disparu, et le canton n'est plus qu'une circonscription électorale.

#### Rattachements électoraux
Pour les élections départementales, la commune fait partie depuis 2014 du canton de Bourg-Achard
Pour l'élection des députés, elle fait partie de la troisième circonscription de l'Eure.

### Intercommunalité
Caumont était membre de la communauté de communes du Roumois Nord, un établissement public de coopération intercommunale (EPCI) à fiscalité propre créé fin 1992  et auquel la commune avait transféré un certain nombre de ses compétences, dans les conditions déterminées par le code général des collectivités territoriales.
Dans le cadre des dispositions de la loi portant nouvelle organisation territoriale de la République du 7 août 2015, qui prévoit que les établissements publics de coopération intercommunale (EPCI) à fiscalité propre doivent avoir un minimum de 15 000 habitants, cette intercommunalité a fusionné avec ses voisines pour former, le 1er janvier 2017, la communauté de communes Roumois Seine, dont est désormais membre la commune.

### Liste des maires
| Période                                  | Période                        | Identité          | Étiquette | Qualité |
| ---------------------------------------- | ------------------------------ | ----------------- | --------- | --- |
| Les données manquantes sont à compléter. |                                |                   |           | |
| avant 1988                               | 1995                           | Charles Hulin     | UDF       | Conseiller général de Roulot (1982 → 1988) |
| 1995                                     | 2001                           | Michel Gosselin   |           | |
| mars 2001                                | 2014                           | Michel Lallemand  |           | Agent immobilier Président de la caisse locale du Crédit agricole |
| mars 2014                                | mai 2020                       | Alain Fontaine    | DVD       | Agent technique |
| mai 2020,                                | En cours (au 27 novembre 2023) | Sylvain Bonenfant | SE        | Directeur de la sûreté et de la sécurité du département de la Seine-Maritime Vice-président (2020 → 2023) puis président (2023 → ) de la CC Roumois Seine Conseiller départemental de Bourg-Achard (2021 → ) |

## Équipements et services publics

### Enseignement
La commune dispose d'une école qui scolarise environ 150 élèves en 2022 et dotée d'un restaurant scolaire, que la municipalité a décidé de reconstruire afon de satisfaire à la croissance de ses effectifs,.

## Population et société

### Démographie
L'évolution du nombre d'habitants est connue à travers les recensements de la population effectués dans la commune depuis 1793. Pour les communes de moins de 10 000 habitants, une enquête de recensement portant sur toute la population est réalisée tous les cinq ans, les populations de référence des années intermédiaires étant quant à elles estimées par interpolation ou extrapolation. Pour la commune, le premier recensement exhaustif entrant dans le cadre du nouveau dispositif a été réalisé en 2006.

En 2022, la commune comptait 1 132 habitants, en évolution de +9,37 % par rapport à 2016 (Eure : −0,25 %, France hors Mayotte : +2,11 %).
| 1793 | 1800 | 1806 | 1821 | 1831 | 1836 | 1841 | 1846 | 1851 |
| ---- | ---- | ---- | ---- | ---- | ---- | ---- | ---- | ---- |
| 952  | 871  | 877  | 831  | 931  | 887  | 930  | 888  | 884  |

| 1856 | 1861 | 1866 | 1872 | 1876 | 1881 | 1886 | 1891 | 1896 |
| ---- | ---- | ---- | ---- | ---- | ---- | ---- | ---- | ---- |
| 819  | 844  | 782  | 729  | 714  | 675  | 716  | 631  | 690  |

| 1901 | 1906 | 1911 | 1921 | 1926 | 1931 | 1936 | 1946 | 1954 |
| ---- | ---- | ---- | ---- | ---- | ---- | ---- | ---- | ---- |
| 690  | 643  | 617  | 662  | 517  | 533  | 520  | 522  | 579  |

| 1962 | 1968 | 1975 | 1982 | 1990 | 1999 | 2006  | 2011 | 2016  |
| ---- | ---- | ---- | ---- | ---- | ---- | ----- | ---- | ----- |
| 591  | 605  | 633  | 759  | 951  | 995  | 1 005 | 999  | 1 035 |

| 2021  | 2022  | - | - | - | - | - | - | - |
| ----- | ----- | - | - | - | - | - | - | - |
| 1 109 | 1 132 | - | - | - | - | - | - | - |

### Sports et loisirs
Le centre de loisirs RandoParc, situé en pleine nature, propose plusieurs activités comme l'accrobranche dans la forêt, la découverte des grottes du bord de Seine en spéléologie, son club de Football FC Caumont et un centre équestre.

## Culture locale et patrimoine

### Lieux et monuments

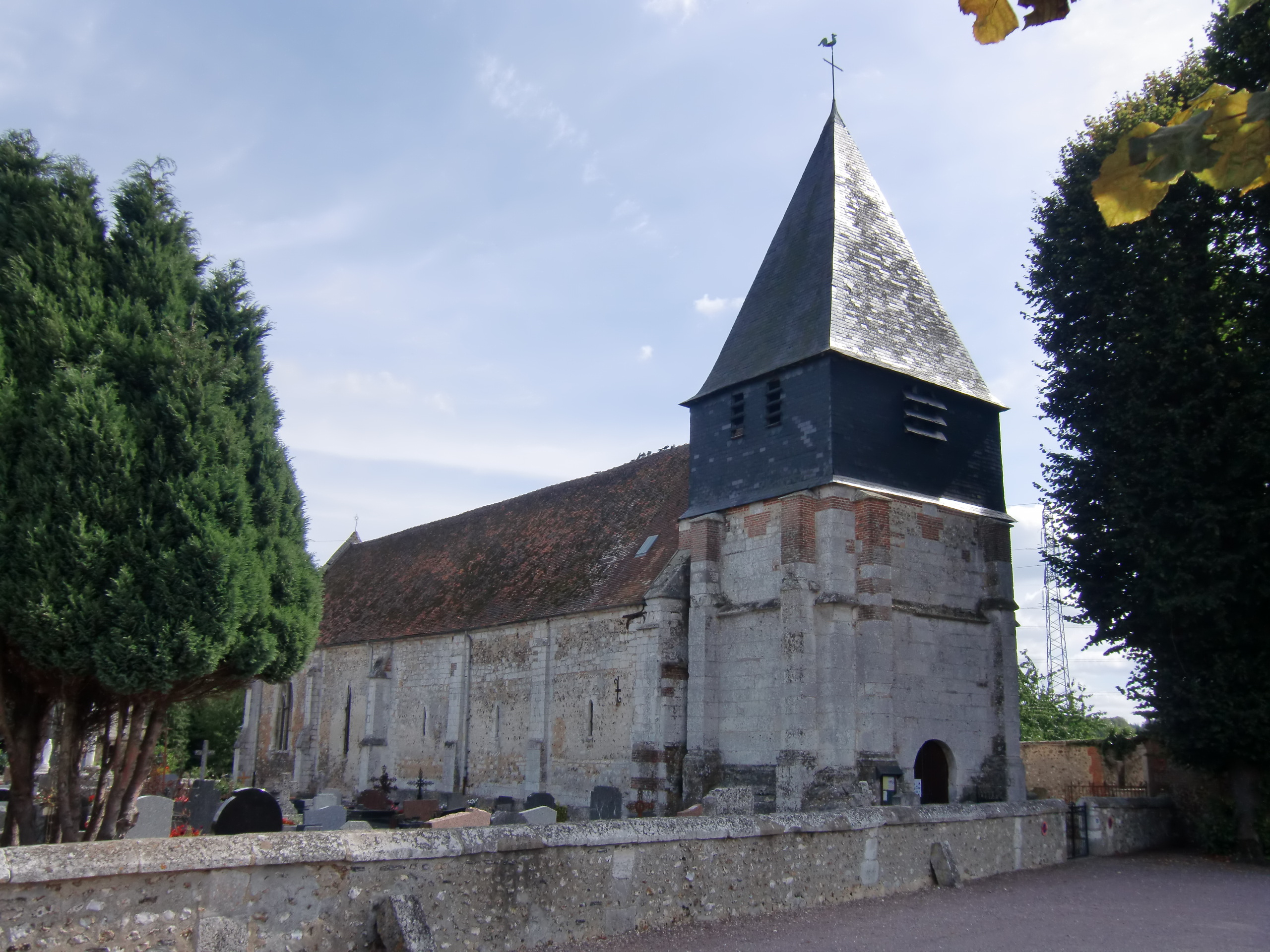
L'église.

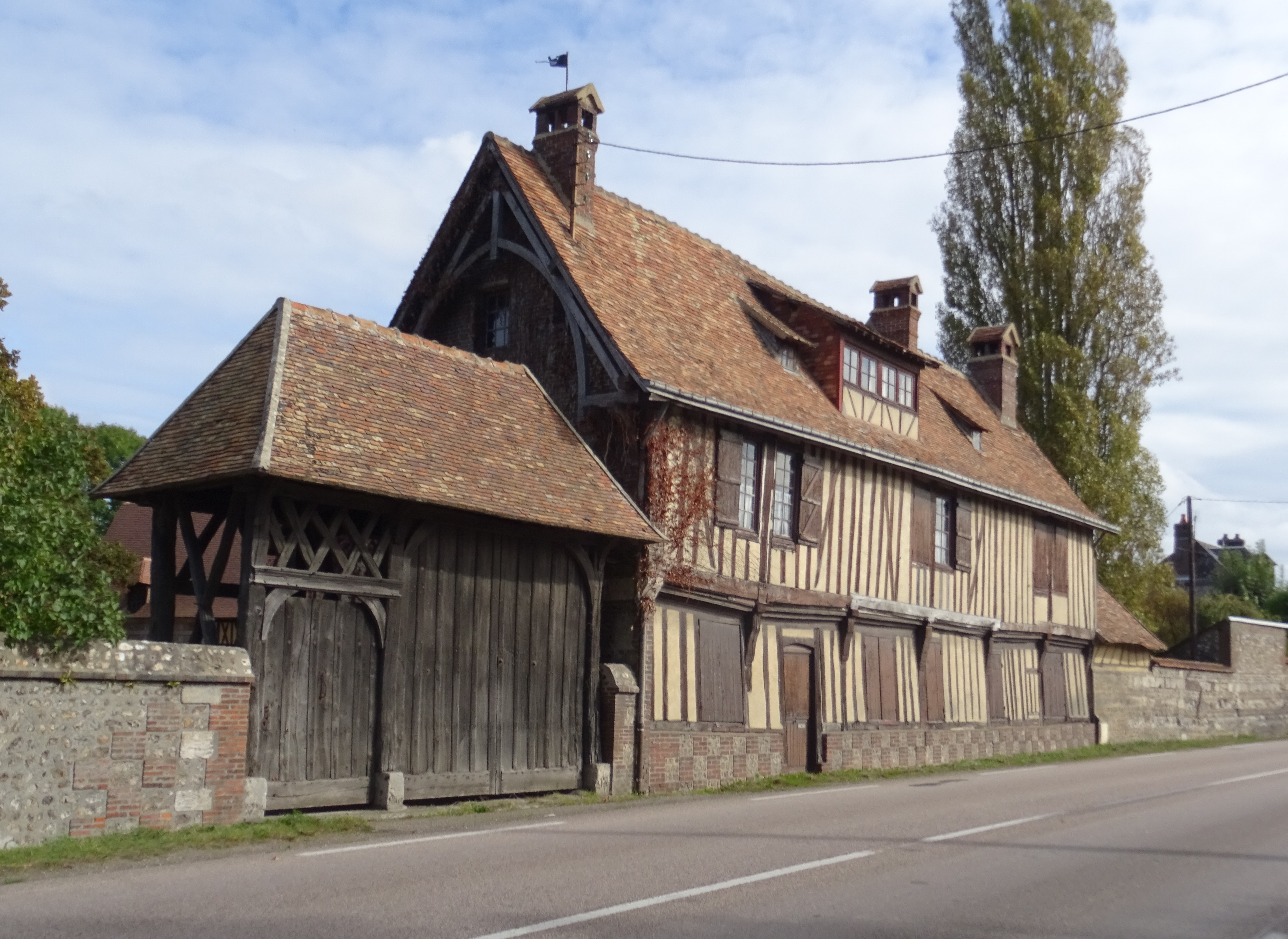
L'ancienne auberge du Grand Chouquet Royal.

- L'auberge du Grand Chouquet Royal, ancienne auberge du XVIe siècle,  Inscrit MH (2004)[34].
- Croix monumentale,  Inscrit MH (1961)[35].
- Église Notre-Dame de L'Assomption[36].
- Grottes en bord de Seine et anciennes carrières de calcaire (Grandes Carrières, Le Pylône, Les Maquisards)[37],[38],[39],[40],[41] qui ont servi à la construction de nombreux monuments normands.
- Chapelle Notre-Dame-de-la-Ronce, chapelle perchée dont le culte est dédié à la Vierge Marie, et qui fait l'objet d'un pèlerinage remontant au XIXe siècle.
- Les terrains des bords de la Seine  Site inscrit (1938)[42].

### Personnalités liées à la commune
- Félix Delahaye (1767-1829), jardinier né à Caumont qui servit lors de l'expédition d'Entrecasteaux envoyée par l'Assemblée constituante et par Louis XVI à la recherche de l'explorateur Jean-François de La Pérouse .
- Louis Champy (1870-1955 à Caumont), ingénieur du corps des mines et dirigeant de la Compagnie des mines d'Anzin.
- Pierre Cardin (1922-2020) y avait une propriété[43]

## Pour approfondir